# Ana Vlaška
Ana (eng. Anna of Wallachia, bugarski Анна) bila je vlaška princeza i bugarska carica iz kuće Basarab. Znana je i kao Ana Basaraba.
Njezina majka je bila Klara, koja je bila rimokatolkinja, a otac joj je bio pravoslavni Nikola Aleksandar. Ana je imala sestru Anku, koja je bila carica Srbije. 
Za razliku od oca, Ana je bila rimokatolkinja. Ipak, moguće je da se poslije preobratila na pravoslavlje.
Njezin je muž bio car Bugarske Ivan Stracimir, kojem je rodila troje djece:
- Konstantin II. Bugarski[2]
- Doroteja Bugarska, kraljica Bosne[3]
- kći